# Joyce Holden
Pour les articles homonymes, voir Holden.
Joyce Holden, née le 1er septembre 1930 à Kansas City, morte le 21 janvier 2022 à Encinitas en Californie, est une actrice américaine de cinéma et de télévision.

## Biographie
Née à Kansas City, elle s'est formée à l'Hollywood High School. Elle fait ses débuts dans The Milkman de Charles Barton. Son meilleur film est sans doute You Never Can Tell (en) en 1951. 
À la fin de sa carrière au cinéma, elle apparait à la télévision dans The Donald O'Connor Show (1954-1955) et dans un épisode de The Mickey Mouse Club.

## Filmographie
- 1950 : The Milkman
- 1951 : Iron Man
- 1951 : You Never Can Tell (en)
- 1952 : Les Rois du rodéo
- 1953 : Filles dans la nuit
- 1956 : The Werewolf
- 1958 : Terror from the Year 5000 (en)
- 1958 : Sea Divers (téléfilm)